# Fritz Hauser (Politiker)
Fritz Hauser (* 3. Juni 1884 in Basel; † 26. März 1941 in Bern) war ein Schweizer Politiker (SP).

## Leben und Werk

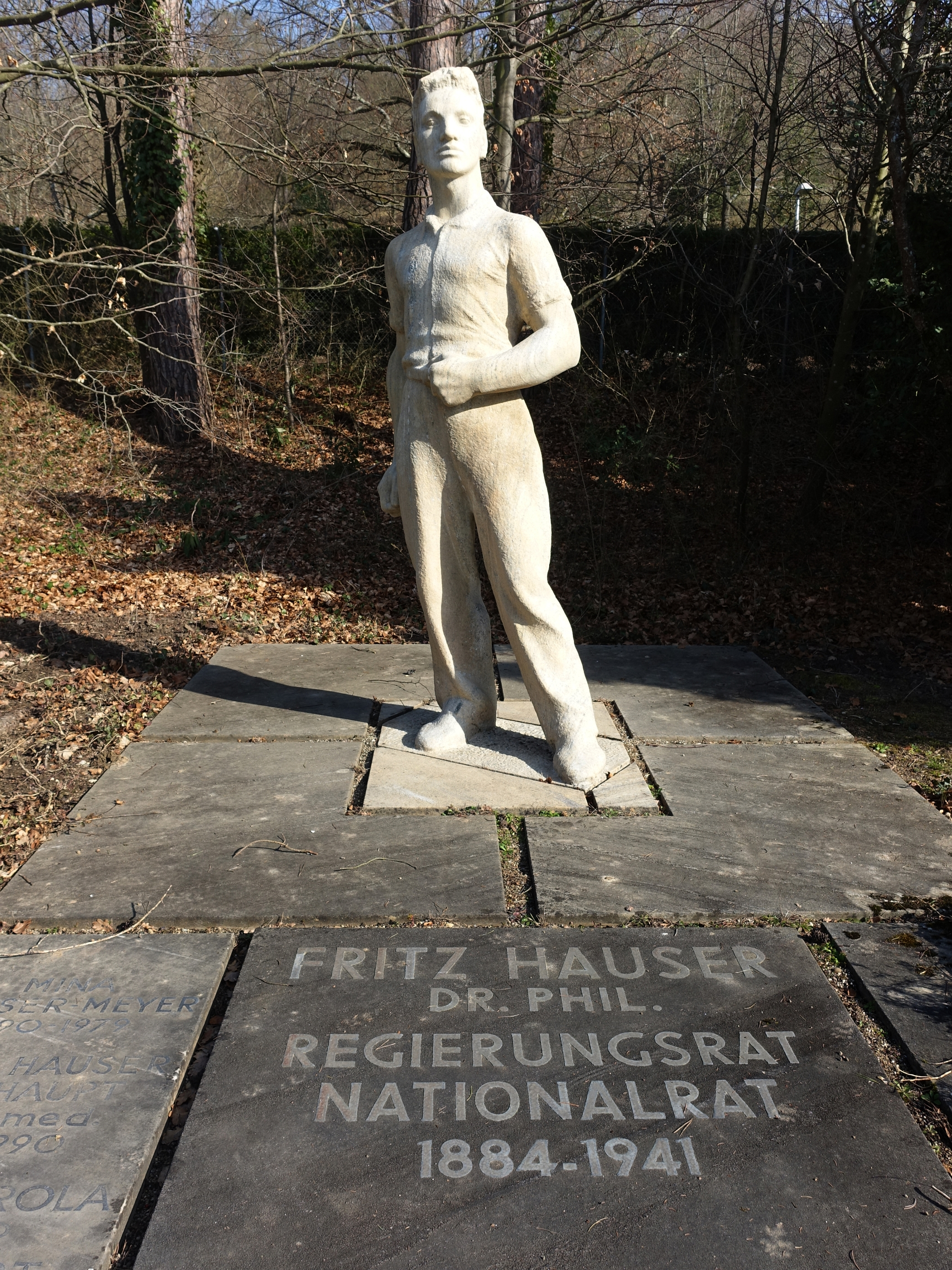
Friedhof am Hörnli. Skulptur von Ernst Suter.

Fritz Hauser, Sohn eines Schneidergesellen, studierte nach der Ausbildung zum Primar- und Mittelschullehrer Nationalökonomie an der Universität Basel. 1915 wurde er zum Dr. phil. promoviert. Als Mitglied der Sozialdemokratischen Partei durchlief er eine politische Laufbahn: 1911–1918 gehörte er dem Grossen Rat des Kantons Basel-Stadt an, 1918–1941 war er Regierungsrat. Er förderte die Gründung der staatl. Witwen- und Waisenkasse, die Einführung der obligator. Unfallversicherung für Schüler, die Schulfürsorge, Maturitätskurse für Erwachsene und die Volkshochschule. Als Vorsteher des Erziehungsdepartements ab 1919 prägte er die Basler Bildungs- und Kulturpolitik massgeblich. In seine Amtszeit fielen die Revision des Schul- und des Universitätsgesetzes, die Schaffung des Kunstkredits Basel-Stadt sowie der Bau des Basler Kunstmuseums und des Kollegienhauses der Universität Basel am Petersplatz. Von 1919 bis 1941 sass er im Nationalrat, den er 1937–1938 präsidierte. Nach dem Anschluss Österreichs unterstützte Hauser die Proklamation des Bundesrats und der Fraktionen betreffend die Neutralität der Schweiz. Im Nationalrat machte sich Hauser als Finanzpolitiker und Mitglied der Geschäftsprüfungskommission einen Namen.
Als Mitglied der Old Boys hielt Fritz Hauser 1912 bei der Delegiertenversammlung in Luzern seine Verteidigungsrede gegen den Boykott des Schweizerischen Fussballverbands. Der Boykott wurde wegen eines unerlaubten Freundschaftsspiels gegen den Fussballclub Nordstern Basel verhängt und dank der Rede von Fritz Hauser wieder aufgehoben. Im Gruppenbild Sitzung der Basler Kunstkreditkommission, das Jean Jacques Lüscher (1884–1955) 1930 malte, ist auch Fritz Hauser zu sehen.
Fritz Hauser fand seine letzte Ruhestätte auf dem Friedhof am Hörnli. Die Grabskulptur «Arbeiter» schuf Ernst Suter 1943.